# Hina Tsushida
Hina Tsushida (jap. 津志田 雛 Tsushida Hina; ur. 17 lipca 2003) – japońska skoczkini narciarska. Srebrna medalistka mistrzostw świata juniorów w konkursie drużynowym (2022).
W lutym 2022 w Villach zadebiutowała w zawodach FIS Cupu, plasując się dwukrotnie w drugiej dziesiątce (13. i 16. lokata). W marcu 2022 w Zakopanem wzięła udział w mistrzostwach świata juniorów – indywidualnie była 19., a w konkursie drużynowym zdobyła srebrny medal. W tym samym miesiącu zakończyła karierę sportową.

## Mistrzostwa świata juniorów

### Indywidualnie
| 2022 Zakopane | – | 19. miejsce |

### Drużynowo
| 2022 Zakopane | – | srebrny medal |

### Starty H. Tsushidy na mistrzostwach świata juniorów – szczegółowo
| Miejsce | Dzień   | Rok  | Miejscowość | Skocznia        | Punkt K | HS     | Konkurs  | Skok 1 | Skok 2 | Nota                  | Strata    | Zwyciężczyni |
| ------- | ------- | ---- | ----------- | --------------- | ------- | ------ | -------- | ------ | ------ | --------------------- | --------- | ------------ |
| 19.     | 3 marca | 2022 | Zakopane    | Średnia Krokiew | K-95    | HS-105 | indywid. | 80,5 m | 90,5 m | 171,5 pkt             | 69,0 pkt  | Nika Prevc   |
| 2.      | 5 marca | 2022 | Zakopane    | Średnia Krokiew | K-95    | HS-105 | druż.    | 90,5 m | 93,0 m | 784,0 pkt (186,7 pkt) | 104,5 pkt | Słowenia     |

## FIS Cup

### Miejsca w klasyfikacji generalnej
| Sezon     | Miejsce |
| --------- | ------- |
| 2021/2022 | 94.     |

### Miejsca w poszczególnych konkursachFIS Cup
| Sezon 2021/2022                                              |        |        |        |           |           |            |            |        |        |         |         |       |       |            |            |          |         |         |         |         |        |
| Otepää                                                       | Otepää | Kuopio | Kuopio | Gérardmer | Gérardmer | Einsiedeln | Einsiedeln | Ljubno | Ljubno | Villach | Villach | Falun | Falun | Kandersteg | Kandersteg | Zakopane | Villach | Villach | Oberhof | Oberhof | punkty |
| -                                                            | -      | -      | -      | -         | -         | -          | -          | -      | -      | -       | -       | -     | -     | -          | -          | -        | 13      | 16      | -       | -       | 35     |
| Legenda                                                      |        |        |        |           |           |            |            |        |        |         |         |       |       |            |            |          |         |         |         |         |        |
| 1 2 3 4-10 11-30 poniżej 30 - − zawodniczka nie wystartowała |        |        |        |           |           |            |            |        |        |         |         |       |       |            |            |          |         |         |         |         |        |